# Soběslav I.
Soběslav I. (1090? – 14. února 1140, Hostin Hradec, snad lokalita Na hradcích nedaleko Vysokého Chvojna) byl českým knížetem od 12. dubna 1125 do 14. února 1140 a zakladatelem větve Soběslavovců. V letech 1115–1123 byl také knížetem brněnského a znojemského údělu.
Byl nejmladším ze synů krále Vratislava II. (I.) a Svatavy Polské.

## Nastolení knížetem a bitva u Chlumce
Se svým bratrem Vladislavem I. měl Soběslav vleklé spory, které usmiřoval Boleslav III. Křivoústý a usmířili se až díky jejich matce Svatavě krátce před Vladislavovou smrtí. Soběslav se vrátil z vyhnanství zpátky do Čech 2. února 1125. Usmíření iniciovali kněžna matka Svatava a biskup Ota Bamberský a podle Kosmy k němu došlo ve středu o velikonočním týdnu. Vladislav nakonec přece jen uznal za svého nástupce Soběslava. Ten byl nakonec zvolen na knížecí stolec také českými velmoži.
Vládu si však nárokoval Ota II. Olomoucký (Ota Černý) jako nejstarší Přemyslovec a získal si podporu německého krále Lothara III. Ten nároky Oty II. uznal a vyzval Soběslava k projednání do Řezna. Soběslav se však nedostavil. Místo sebe vyslal za králem pouze nepříliš reprezentativní delegaci. Lothar na to reagoval vojenskou výpravou do Čech. V řadách německého vojska byl vedle Oty II. i Albrecht Medvěd, budoucí braniborský markrabě.
Lothar si zřejmě sliboval jednoduché vítězství, podcenil ovšem Soběslavovy vojenské schopnosti. Říšská vojenská výprava skončila katastrofální porážkou v bitvě u Chlumce 18. února 1126. Ota II. Olomoucký padl, Lothar III. i Albrecht Medvěd padli do Soběslavova zajetí. Vzápětí se Soběslav s Lotharem smířili a bylo uzavřeno spojenectví. Soběslav přijal české knížectví v léno a obdržel titul nejvyššího číšníka s právem hlasu při volbě německého panovníka.

## Domácí politika

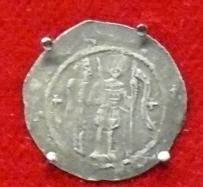
Soběslavův denár

Soběslav, poté, co upevnil svou vládu, „panoval chvalitebně, veda všemožnou péči o zvelebení země a bezpečnost její“. Ve 30. letech nechal nově opevnit Pražský hrad a zahájil jeho stavební úpravy.
Soběslav I. zbavil vlády potomky Oty II. Olomouckého – na Olomoucku vládl sám prostřednictvím biskupa Jindřicha Zdíka. Vrátil úděly Konrádu Znojemskému a Vratislavu Brněnskému (1126), ale již o dva roky později je jejich panství zbavil. Došlo k tomu v době, kdy se proti pražskému knížeti zformovala rozsáhlá opozice vedená biskupem Menhartem.
V létě 1130 bylo dokonce odhaleno spiknutí s cílem zavraždit Soběslava. Ten se se zatčenými krutě vypořádal: původce dal vedle tradičního oslepení také „čtvrtit a lámat kolem“, což byla v Čechách novinka. Dal oslepit i syna Břetislava II., rovněž Břetislava, který se spiknutí účastnil. Soběslav se snažil upevnit svoji moc již dříve. V bitvě u Chlumce zemřel Ota Olomoucký, zajati byli i jeho další odpůrci – Konrád II. Znojemský a zřejmě i Vratislav Brněnský. Po smrti Václava Olomouckého v roce 1130 Soběslav získal i Olomoucko. V roce 1130 tedy kníže držel nejen Čechy, ale také Znojemsko, Brněnsko a Olomoucko. To byl zřejmě důvod spiknutí.

## Zahraniční politika
V zahraniční politice byl věrným spojencem Lothara III., na jehož straně se několikrát účastnil bojů proti Štaufům. Došlo také ke smíru s Uhrami. Naopak napjaté vztahy panovaly s Polskem. Po neúspěšné výpravě Boleslava III. Křivoústého do Uher v roce 1132 přišly vpády českého knížete do Slezska. Vztahy se upravily až r. 1137, rok před smrtí Boleslava Křivoústého.
V květnu 1138 se Soběslav účastnil dvorského sjezdu v Bamberku, který svolal nový německý král Konrád III. Štaufský. Český kníže si vymohl udělení Čech v léno pro svého syna Vladislava.
V červnu téhož roku svolal své stoupence do Sadské a donutil je potvrdit nástupnictví pro Vladislava. Soběslavův syn se však nakonec českým knížetem nestal, velmoži zvolili panovníkem Vladislava II., Soběslavova synovce, syna někdejšího knížete Vladislava I. Ten jim ovšem brzy dokázal, že rozhodně není snadno ovladatelnou loutkou.

## Potomci
Soběslav I. měl s Adleytou Uherskou (1105/7 – 1140) pět dětí:
- Vladislav († po 1165), olomoucký údělník
- Marie (1124/5? – po 1172), rakouská a bádenská markraběnka, bavorská vévodkyně

∞ 1138 Leopold IV. Babenberský
∞ po 1141 Heřman III. Bádenský
- Soběslav II. (1128? – 1180), český kníže

∞ 1173/1177 Eliška Polská
- Oldřich (1134–1177), olomoucký údělník

∞ Cecílie
∞ Žofie
- Václav II. (1137 – po 1192), český kníže

## Vývod z předků
|             |                       |  |                  |                          |  |  |  |  |  |  |  | Boleslav II. |
|             |                       |  |                  |                          |  |  |  |  |  |  |  |              |
|             | Oldřich               |  |                  |                          |  |  |  |  |  |  |  |              |
|             |                       |  |                  |                          |  |  |  |  |  |  |  |              |
|             |                       |  |                  | Emma ?                   |  |  |  |  |  |  |  |              |
|             |                       |  |                  |                          |  |  |  |  |  |  |  |              |
|             | Břetislav I.          |  |                  |                          |  |  |  |  |  |  |  |              |
|             |                       |  |                  |                          |  |  |  |  |  |  |  |              |
|             |                       |  |                  |                          |  |  |  |  |  |  |  |              |
|             |                       |  |                  |                          |  |  |  |  |  |  |  |              |
|             | Božena                |  |                  |                          |  |  |  |  |  |  |  |              |
|             |                       |  |                  |                          |  |  |  |  |  |  |  |              |
|             |                       |  |                  |                          |  |  |  |  |  |  |  |              |
|             |                       |  |                  |                          |  |  |  |  |  |  |  |              |
|             | Vratislav II.         |  |                  |                          |  |  |  |  |  |  |  |              |
|             |                       |  |                  |                          |  |  |  |  |  |  |  |              |
|             |                       |  |                  | Berthold ze Schweinfurtu |  |  |  |  |  |  |  |              |
|             |                       |  |                  |                          |  |  |  |  |  |  |  |              |
|             | Jindřich Nordgavský   |  |                  |                          |  |  |  |  |  |  |  |              |
|             |                       |  |                  |                          |  |  |  |  |  |  |  |              |
|             |                       |  |                  | Eilika z Walbecku        |  |  |  |  |  |  |  |              |
|             |                       |  |                  |                          |  |  |  |  |  |  |  |              |
|             | Jitka ze Schweinfurtu |  |                  |                          |  |  |  |  |  |  |  |              |
|             |                       |  |                  |                          |  |  |  |  |  |  |  |              |
|             |                       |  |                  | Herbert z Wetterau       |  |  |  |  |  |  |  |              |
|             |                       |  |                  |                          |  |  |  |  |  |  |  |              |
|             | Gerberga z Gleibergu  |  |                  |                          |  |  |  |  |  |  |  |              |
|             |                       |  |                  |                          |  |  |  |  |  |  |  |              |
|             |                       |  |                  | Irmtrud z Avalgau        |  |  |  |  |  |  |  |              |
|             |                       |  |                  |                          |  |  |  |  |  |  |  |              |
| Soběslav I. |                       |  |                  |                          |  |  |  |  |  |  |  |              |
|             |                       |  |                  |                          |  |  |  |  |  |  |  |              |
|             |                       |  | Boleslav Chrabrý |                          |  |  |  |  |  |  |  |              |
|             |                       |  |                  |                          |  |  |  |  |  |  |  |              |
|             | Měšek II. Lambert     |  |                  |                          |  |  |  |  |  |  |  |              |
|             |                       |  |                  |                          |  |  |  |  |  |  |  |              |
|             |                       |  |                  | Emnilda z Lužice         |  |  |  |  |  |  |  |              |
|             |                       |  |                  |                          |  |  |  |  |  |  |  |              |
|             | Kazimír I. Obnovitel  |  |                  |                          |  |  |  |  |  |  |  |              |
|             |                       |  |                  |                          |  |  |  |  |  |  |  |              |
|             |                       |  |                  | Ezzo Lotrinský           |  |  |  |  |  |  |  |              |
|             |                       |  |                  |                          |  |  |  |  |  |  |  |              |
|             | Richenza Lotrinská    |  |                  |                          |  |  |  |  |  |  |  |              |
|             |                       |  |                  |                          |  |  |  |  |  |  |  |              |
|             |                       |  |                  | Matylda Saská            |  |  |  |  |  |  |  |              |
|             |                       |  |                  |                          |  |  |  |  |  |  |  |              |
|             | Svatava Polská        |  |                  |                          |  |  |  |  |  |  |  |              |
|             |                       |  |                  |                          |  |  |  |  |  |  |  |              |
|             |                       |  |                  | Svjatoslav I. Kyjevský   |  |  |  |  |  |  |  |              |
|             |                       |  |                  |                          |  |  |  |  |  |  |  |              |
|             | Vladimír I. Kyjevský  |  |                  |                          |  |  |  |  |  |  |  |              |
|             |                       |  |                  |                          |  |  |  |  |  |  |  |              |
|             |                       |  |                  | Maluše                   |  |  |  |  |  |  |  |              |
|             |                       |  |                  |                          |  |  |  |  |  |  |  |              |
|             | Dobroněga Kyjevská    |  |                  |                          |  |  |  |  |  |  |  |              |
|             |                       |  |                  |                          |  |  |  |  |  |  |  |              |
|             |                       |  |                  |                          |  |  |  |  |  |  |  |              |
|             |                       |  |                  |                          |  |  |  |  |  |  |  |              |
|             |                       |  |                  |                          |  |  |  |  |  |  |  |              |
|             |                       |  |                  |                          |  |  |  |  |  |  |  |              |
|             |                       |  |                  |                          |  |  |  |  |  |  |  |              |
|             |                       |  |                  |                          |  |  |  |  |  |  |  |              |